# Vithuvad barbett
Vithuvad barbett (Lybius leucocephalus) är en fågel i familjen afrikanska barbetter inom ordningen hackspettartade fåglar.

## Utseende och läte
Vithuvad barbett är en knubbig, medelstor barbett i svart och vitt. Fjäderdräkten varierar geografiskt i mängden svart och vitt, där stjärten kan vara svart eller vit, vingarna helsvarta eller kraftigt vitfläckade och undersidan kan vara helvit eller helsvart med tunna vita streck. Lätet består av ett upprepat "wheet" eller snabba tjattrande ljud som ofta avges tillsammans av en grupp fåglar.

## Utbredning och systematik
Vithuvad barbett delas in i sex underarter fördelade på tre grupper:
- leucocephalus-gruppen
  - Lybius leucocephalus leucocephalus – förekommer från Sydsudan till nordöstra Demokratiska republiken Kongo, västra Kenya och nordvästra Tanzania, möjligen även östra Centralafrikanska Republiken** Lybius leucocephalus adamauae – förekommer från norra Nigeria till södra Tchad, västra Centralafrikanska republiken och nordvästra Kongo-Kinshasa
  - Lybius leucocephalus albicauda – förekommer från sydvästra och södra Kenya till norra Tanzania
  - Lybius leucocephalus lynesi – förekommer i centrala Tanzania
- Lybius leucocephalus senex - förekommer i höglandet i Central- och södra och centrala Kenya
- Lybius leucocephalus leucogaster - förekommer i högländerna i sydvästra Angola

Sedan 2014 urskiljer Birdlife International och naturvårdsunionen IUCN senex och leucogaster som de egna arterna "brunvit barbett" och "vitbukig barbett". 

## Levnadssätt
Vithuvad barbett hittas lokalt i olika typer av miljöer som trädgårdar, öppen savann, galleriskog och lummigt skogslandskap. Den ses vanligen i närheten av fikonträd.

## Status
IUCN bedömer hotstatus för underartsgrupperna (eller arterna) var för sig, alla tre som livskraftiga.

## Bildgalleri

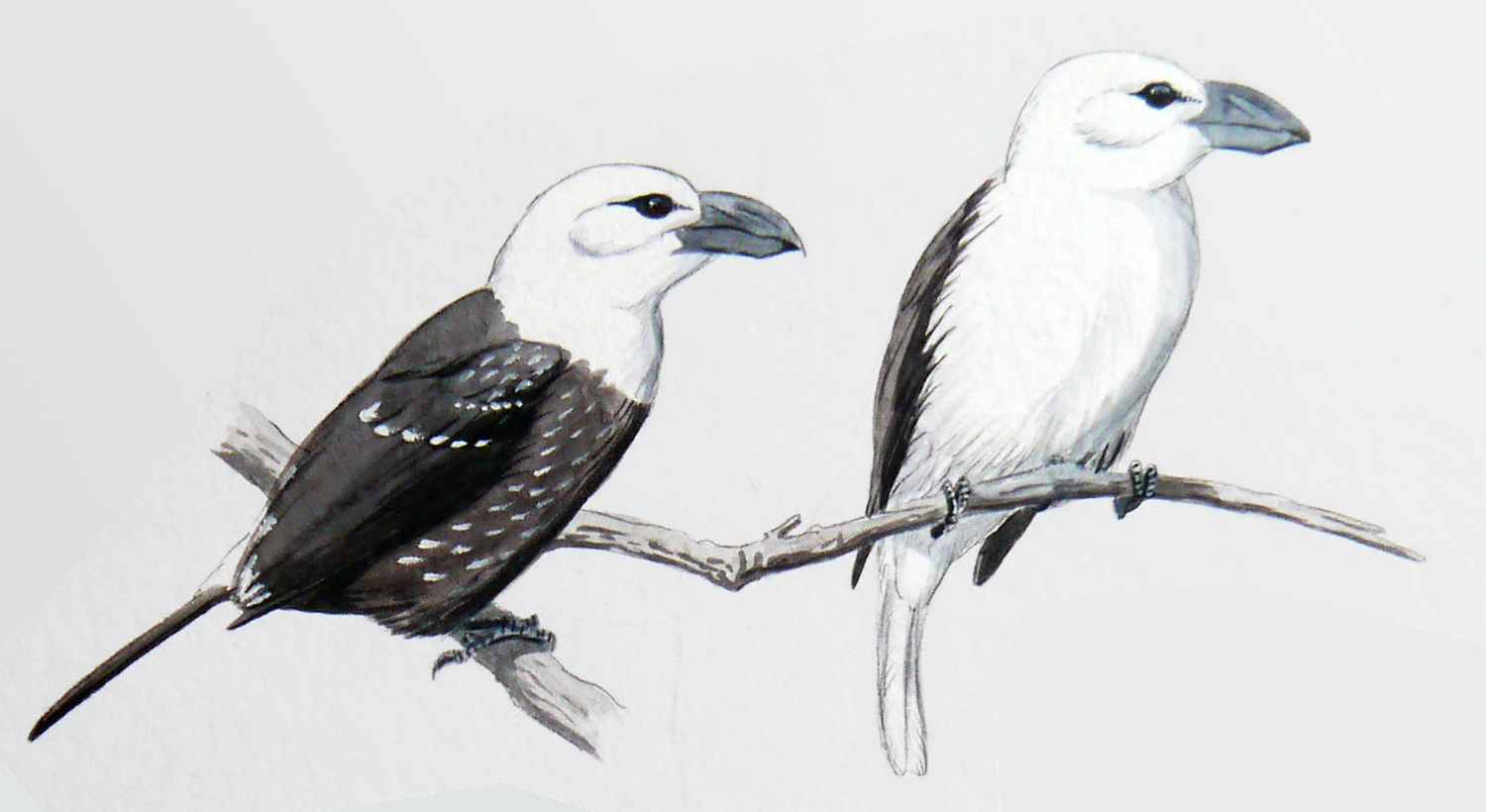
Lybius leucocephalus leucocephalus (vänster) och Lybius leucocephalus senex (höger)